# Barrage de Çatak
Le barrage de Çatak est un barrage en Turquie. La rivière issue du barrage est appelée rivière de Çatak (Çatak Deresi) ou Soguksu. Cette rivière est un affluent de la Büyükçay (« grande rivière ») à 8 km au nord du barrage. Cette Büyükçay est un affluent de la  Karacehennem Boğazı Çayı (« rivière de la gorge de l'enfer noir »), connue pour ses gorges, qui se jette dans la Mer Noire.